# ألكسندر كوبنكو
ألكسندر كوبنكو (بالروسية: Александр Васильевич Кобенко)‏ هو لاعب كرة قدم روسي في مركز الوسط، ولد في 23 أغسطس 1977 في مايكوب في روسيا. لعب مع نادي روستوف ونادي سلافيا-موزير.